# Esperantská literatura
| Esperanto |  |
| |  |
| Jazyk |  |
| |  |
| - Akademie esperanta - Gramatika - Slovníky - Esperantologie - Abeceda - Číslovky - Fundamento - lernu! - Letní škola esperanta                                                                             |  |
| |  |
| Organizace |  |
| |  |
| - UEA - TEJO - E@I - EEU - SAT - Český esperantský svaz - Česká esperantská mládež - Esperantské kluby - Katolíci                                                                                           |  |
| |  |
| Dějiny |  |
| |  |
| - Ludvík Lazar Zamenhof - Časová osa - Buloňská deklarace - Ido-schizma - Krize ata/ita - Neutrální Moresnet - Interhelpo - Pražský manifest - Bona Espero - Esperantské město                              |  |
| |  |
| Kultura |  |
| |  |
| - Esperantská setkání - Pasporta Servo - Hudba - Rozhlas - Finvenkismus - Homaranismus - Kabei - Politika - La Espero - Stelo - Symboly (vlajka) - UK - IJK - Esperantista - Rodilí mluvčí - Zamenhofův den |  |
| |  |
| Literatura |  |
| |  |
| - Autoři - Esperantské časopisy - Esperantské slovníky - PIV - Wikipedie - KAEST |  |
| |  |
| Úhly pohledu |  |
| |  |
| - Propedeutická hodnota - Srovnání s idem - Srovnání s interlinguou - Reformy - Odpor vůči esperantu |  |

Esperantská literatura patří mezi nejmladší světové literatury, protože začala vznikat teprve po zveřejnění esperanta v roce 1887. Nejdříve vznikala literatura překladová, podobně jako u národních literatur, ale brzy se začala objevovat i původní díla. Charakteristickým znakem je různá národnost esperantských autorů.

## Překlady, které výrazně ovlivnily literární esperanto
- Bible – jako v jiných jazycích měl i pro esperanto velký vliv překlad Bible, zdroj všeobecně známých rčení, přísloví, obratů (Starý zákon přeložil sám autor esperanta Zamenhof, Nový zákon Britská biblická společnost).
- La faraono – historický román Bołeslawa Pruse (překlad Kazimerz Bein, zvaný Kabe) z roku 1901 je dodnes považován za nejkrásnější esperantskou knihu, vzor hutného, elegantního stylu, učebnice esperantské stylistiky.
- Sinjoro Tadeo (Pan Tadeáš) – veršovaný román Adama Mickiewicze (překlad A. Grabowski, 1918) položil základy esperantské poezie, protože překladatel musel do omezeného počtu slabik vecpat co nejvíce informací a dodržet přitom veršové stopy. Tvořil slovesa přímo z podstatných a přídavných jmen bez pomocných sloves, místo předložkových tvarů zaváděl příslovce a objevil další stylistické možnosti, které poezie využívá dodnes.
- Cezaro – historický román Mirka Jelušiče není sám o sobě významný, ale překlad Ivo Rotkviče (1934) plně rozvinul slovotvorné možnosti esperanta pomocí předpon, přípon, skládáním slov, metaforami, vtipnými obraty, ukázal skryté možnosti jazyka, které si do té doby nikdo ani neuvědmoval.

Mohli bychom uvést ještě řadu význačných překladů, ale kultura každého jazyka se opírá především o původní díla.

## Začátky původní esperantské literatury
- Zamenhof – Prvním spisovatelem, který v esperantu psal byl přirozeně jeho tvůrce – Ludvík Lazar Zamenhof. Sám napsal několik básní a přeložil některá významná díla ostatních autorů – např. pohádky Hanse Christiana Andersena Císařovy nové šaty (La novaj vestoj de la reĝo), Malá mořská víla (La virineto de maro), Shakespearova Hamleta (Hamleto, reĝido de Danujo), Gogolova Revizora (La Revizoro), romantické drama Friedricha Schillera Loupežníci (La Rabistoj) a mnoho částí ze Starého zákona.
- Borovko – Ukrajinský esperantista Nikolaj Afrikanovič Borovko napsal pravděpodobně první esperantský thriller – En la tombo (V hrobě)[1]. Novela vyšla v roce 1892 v časopisu La Esperantisto. Také přeložil Puškinovo drama Kamenný host (La ŝtona gasto).
- Boulogne-sur-Mer – Velkým impulzem pro původní tvorbu byl první Světový kongres v roce 1905 bve francouzském přístavním městě Boulogne-sur-Mer.
- Valliene – První dva původní romány v esperantu napsal francouzský lékař a esperantský překladatel Henri Vallienne. V roce 1907 napsal román Kastelo de Prelongo (Hrad Prelongo) a o rok později román Ĉu li? (On?). Kromě toho přeložil také Vergiliovu Aeneis (Eneado), Ovidiovy Proměny (La Metamorfozoj) i Manon Lescaut francouzského romanopisce Antoina Françoise Prévosta.
- Luyken – Němec Heinrich August Luyken je autorem čtyř románů, „Pro Iŝtar“ (Za Ištaru) nás zavádí do doby biblického Joba, další romány jsou ze současnosti: Paolo Debenham, Mirinda amo (Podivuhodná láska), Stranga heredaĵo (Podivné dědictví).
- Bulthuis – Nizozemec Hendrik Bulthuis měl pozoruhodný vypravěčský talent. Román „Idoj de Orfeo“ (Děti Orfeovi) popisuje život tří chudých chlapců žijících v různých zemích, kteří měli velký hudební talent. „Jozef kaj la ezino de Potifar“ (Josef a Putifarka) se odehrává v současnosti, „La Vila Mano“ (Chlupatá ruka) popisuje pověrčivost venkovanů a „Inferio“ (Peklo) se odehrává na ostrově nevidomých, žijících v harmonii, kterou vyspělé civilizace neznají.
- Schulhof – K růstu antimilitaristické poezie přispěl také český esperantista Stanislav Schulhof. Vydal několik básnických sbírek: Per espero al despero (Nadějí k beznaději) věnovanou památce rodičů, Kion la vivo alportis (Co život přinesl) věnovanou Janu Amosi Komenskému, Aŭtunaj floroj (Podzimní květy) věnovanou Ludvíku Lazaru Zamenhofovi.
- Širjaev – Ruský esperantista Ivan Genadievič Širjaev do roku 1930 sepsal celkem 2092 článků pod názvem Esperanto-Enciklopedio, které se později staly základem pro Encyklopedii esperanta (Enciklopedio de Esperanto), která vyšla o tři roky později. Jeho první román Sen titolo (Bez názvu) vyšel až v roce 1995. V následujících dvou letech po prvním Světovém kongresu napsal soubor povídek Sep rakontoj (Sedm povídek) a povídku La ciganino (Cikánka), která vyšla i v tisku Brailovým písmem.

## Rozvinutá původní tvorba
- Baghy – Po první světové válce přinesl svěží dech esperantské poezii maďarský básník Julio Baghy. Jeho první básnická sbírka Preter la vivo (Mimo život) získala pro básnické obrazy nové významy. Další básnické sbírky potvrzují jeho hledání nových forem. V románech se prezentuje jako bojovník za mír. V románu Viktimoj (Oběti) předkládá svoje zážitky ze zajateckého tábora na Sibiři, kde byl během První světové války vězněn.
- Kalocsay – Současníkem a kolegou Baghyho byl Kalmán Kalocsay, často považovaný za největší osobnost esperantské literatury. Společně založili nakladatelství „Literatura Mondo“ a stejnojmenný literární časopis. Zatímco Baghy psal jen původní texty, Kalocsy převážně překládal (Dante, Madách, Petöfi, Shakespeare, Heine), psal však také původní poezii, především se mu připisuje sbírka erotických sonetů „Sekretaj sonetoj“ (Tajné sonety) vydaně pod pseudonymem.

- Schwartz – Francouz Raymond Schwartz je humorista, autor vtipných básní, próz, kabaretů, avšak i velkého generačního románu „Kiel akvo de l' rivero“ (Jako voda v řece).

## Moderní autoři
- Boulton – Angličanka Marjorie Boulton je básnířka velmi intimních básnických cyklů: „Kontralte“ (Alt, 1955), „Eroj“ (Zlomky, 1958), „Cent ĝojkantoj“ (Stovka radostných písní, 1957), o světlých stránkách života, „Kvarpieda kamarado“ (Čtyřnohý kamarád, 1964), deník kotěte a „Dek du piedetoj“ (Dvanáct nožiček, 1964), také o koťatech. Autorka divadelní hry: „Virino ĉe landlimo“ (Žena na státní hranici, 1959) a veršované divadelní hry „Ĉe l'akvo de forgeso“ (U vody zapomnění).

- Auld – Skot William Auld je jedním z největších esperantských básníků, jehož básně vycházejí v řadě esperantských časopisů a revuí. Část jeho díla vyšla ve sborníku Kvaropo (Čtveřice). Jeho významným dílem je „La Infana Raso“ (Dětská rasa), epopej o 25 zpěvech, obsahující celou filozofii autora, další díla: „Unufingraj Melodioj“ (Jednoprsté melodie), „Spiro de l' pasio“ (Dech vášně), „Humoroj“ (Nálady).
- Píč – Čech Karel Píč je vysoce oceňovaný básník i prozaik. Jeho román „La Litomiŝla tombejo“ (Litomyšlský hřbitov) s autobiografickými rysy vyvolal nadšení i rozhořčení pro odvážné experimentování s jazykem, podobně jako „Klaĉejo“ (Klepárna, 1987) kde popsal klepny v jednom domě neznámého města.
- Urbanová – Češka Eli Urbanová byla vysoce nadaná básnířka, vyznamenávána na mezinárodních literárních soutěžích za básnické sbírky „Nur tri kolorojn“ (Jen tři barvy), „El subaj fontoj“ (Ze spodních pramenů), „Peza vino“ (Těžké víno, 1996) a dalších. Senzaci způsobil její autobiografický román „Hetajro dancas“ (Hetéra tančí).
- Steele – Australan Trevor Steele jeden z nejplodnějších a nejúspěšnějších esperantských autorů. Autor rozsáhlých románů „Sed nur fragmento“ (Ale pouze fragment, 1987); „Apenaŭ papilioj en Bergen-Belsen“ (Sotva motýlci v Bergen-Belsenu, 1994); „Neniu ajn papilio“ (Vůbec žádný motýl, 2000); „La fotoalbumo“ (Fotoalbum), „Dio ne havas eklezion“ (Bůh nemá církev), „Kaj staros tre alte“ (A bude stát vysoko) – pokus o realistický pohled na Ježíšův život.

## Skupiny
- Moraviaj Esperanto-Pioniroj
- Budapešťská škola
- Skotská škola

## Nebeletristická literatura
Émile Boirac –
Eugen Lanti –
Ivo Lapenna –
Jaroslav Mařík –
Julie Šupichová –
Paul Neergaard –
Vlastimil Novobilský –
Jan Werner

## Překladová literatura
A. D. Atanasov –
Kazimierz Bein (Kabe) –
Vilmos Benczik –
Josef Cink –
Theodor Čejka –
Ján Valašťan Dolinský –
Ota Ginz –
Ľudo Izák –
Hector Hodler –
Rudolf Hromada –
Stanislav Kamarýt –
Theodor Kilian –
František Lorenc –
Miloš Lukáš –
Tomáš Pumpr –
Ivo Rotkvić –
Pavel Rosa –
Eva Seemannová –
Adolf Staňura –
Magda Šaturová –
Maria Šidlovskaja –
Albert Škarvan –
Josef Vondroušek

## Původní beletrie
| - Hendrik Adamson (1891–1946) - Adi - Saribek Agamjan - Toma Ajolov - Teresa de Almeida - Nadija Hordijenko Andrianova (1921–1999) - Mira Andrusiewicz (* 1932) - Marija P. Angelova - Petro Anselmo - Abtonina Apollo - Jakob David Applebaum (1877–1964) - Argus - Valerio Ari (* 1949) - Grigorij Arosev (* 1979) - Georgi Atanasov (1881–1960) - William Auld (1924–2006) - Manjo Austin - Francisco Azorin Izquierdo (1885–1976) - Nuno Baena († 1922) - Julio Baghy (1891–1967) - Sándor J Bako - Jonán Balano - Julius Balbin (* 1917 ) - S. Balkanano - Zofia Banet – Fornalowa (* 1929) - Erco Baraka - Imre Baranyai (1902–1961) - Norbert Barthelmess (1897–1987) - Juliette Baudin – Vatré (1910–1937) - Henri Baupierre - Gersi Alfredo Bays (* 1934) - Louis Beaucaire (1925–1983) - Ulrich Becker (* 1958) - Leo Belmont - Martin Benka - Misu Beraru (1903–1938) - Leon Bergiers (* 1904) - Roger Bernard (1907–1997) - Dante Bertolini - Gerrit Berveling (* 1944) - Józef Pawel Bielinski - Leopold Blumenthal (1865–1941) - Douglas Phillips Boatman (* 1892) - Ergoto de Bonaero - Lucija Borčić (* 1921) - M. Borges Dos Santos (* 1926) - Nikolaj Afrikanoviĉ Borovko (1863–1913) - Krys Bottrill - Marjorie Boulton (1924–2017) - Petro Braŭn - Stanislaw Zygmunt Braun (1893–1956) - Louise Briggs - P. W. van den Broek - Mikaelo Bronŝtejn (* 1949) - Harold Brown - Peter E. Browne (* 1957) - Stan Bubenič (1904–1979) - Bukar - Hindrik Jan Bulthuis (1865–1945) - Josef Burger (1881–1970) - Adolf Burkhardt (* 1929) - Jorge Camacho (* 1966) - Timothy Brian Carr (* 1943) - Miquel Cases Martin (* 1863) - R. M. Chase - Sylla Chaves (* 1929) - Niels Christensen - Dmitrij Mihajlovic Cibulevskij (* 1946) - Jana Cíchová-Hrdličková (1923–2014) - Ciklari († 1914) - Brendon Clark (1904–1956) - Jean – Louis Claudel - Claudius Colas (1884–1914) - Clelia Conterno Guglielminetti (1915–1984) - Gerard Cool - Ruth Culbert - Viktor Caldajev (* 1945) - N. Cornij - N. Culitis - Oĉjo Dadaev (* 1973) - Einar Dahl (* 1904) - Aleksandro Dambrauskas (1860–1938) - Dan Tirinaro - Jopetro Danvy - Christian Declerck (* 1938) - Gijsbertus Johannes Degenkamp (* 1895) - Leendert C. Deij (* 1919) - Benjameno G. Delatot - Huijin Deng - Georgo Deŝkin (1891–1967) - Vimala Devi - Vasilij Nikolajevič Devjatnin (1862–1938) - Dimitri - John Dinwoodie (1904–1980) - Roman Dobrzyński - Dokito - Grigori Dolgin - Aleksandro Dombrovski - Artur Domenech I Mas (1878–1936) - Frans van Dooren (1905–1996) - F. V. Dorno - Deck Dorval - Hilda Dresen (1896–1981) - C. Chr. Droogendijk († 1918) - Hans L. Egerrup († 1954) - Serĝo Elgo - Friedrich Wilhelm Ellersiek (1880–1959) - Wiktor Elski - Emba - Stellan Engholm (1899–1960) - Reino Eriksson (* 1940) - Vasilij Jakovlevič Erošenko (1890–1952) - István Ertl (* 1965) - Daniel Eyquem (1852–1926) - Grindel Falk - Jacques – Franky Farjon de Lagatinerie (1920–1996) - Frits Faulhaber (* 1893) - Miguel Fernández (*1950 ) - Jan Fethke (1903–1980) - Jan Filip (1911–1971) - Henriko Fischer – Galaţ (1879–1960) - Jeanne Flourens (1871–1928) - Jean Forge - Jerzy Fornal - V. Francini - John Francis (1924–2012) - Roman Frenkel - Diderto Freto - Lorenz Friis (* 1904) - Lina Gabrielli (1930–2016) - Gunnar Gällmo (* 1946) - Higinio García (* 1939) - Ronald Cecil Gates (* 1923) - Vladimír Gazda - Gafur Gazizi (* 1958) - Koffi Gbeglo (* 1957) - Ivan St. Georgiev (* 1919) - Arturo Ghez - Ella Gibson - Lilli Giloteaux - Aldo de Giorgi (1924–2003) - Mikaelo Gispling (* 1924) - Marinko Gjivoje (1919–1982) - Vladimir A. Glazunov - Bernard Golden (* 1925) - Atus Goldoni - Gong Xuesheng - Albert Goodheir (1912–1995) - Ĥristo Gorov (1908–1999) - Antoni Grabowski (1857–1921) - Jaume Grau Casas (1896–1950) - Grenkamp - Ante Grgurina (1877–1957) - Asen Grigorov (1903–1985) - Edwin Grobe (* 1927) - Paul P. Gubbins (* 1949) - Doroti Guiro - Klaus J. Günkel (* 1963) - Karl – Gustaf Gustafsson - Miguel Gutiérrez (* 1950) - Gong Sasop (1910–1944) - Ken Hajasi - Herschel S. Hall - Jarl Hammarberg (* 1940) - F. H. Hanbery - Marie Hankel (1844–1929) - Lajos Hattyár - Santos Kumar Ghose Hazra - Zora Heide (* 1924) - Jo van Hemert – Remmers - Maria Henriksen - Herbert Hesse - Feliks Hiller - Panayot Hitrov (1894–1945/46) - Gottfried Hofstätter - Nikolai Hohlov (1891–1953) - Chr. Hougaard - Adam Hrynkiewicz (* 1931) - Adálbert Hules - H. B. Hyams († 1960) - Hrima - Amerigo Iannacone - Klara Ilutovic (* 1946) - Vicente Inglada (1879–1949) - Saburo Ito (1902–1969) - Vsevolod Ivanov (* 1900) - Ilja Jefimoviĉ Izgur (1881–1937) - Irena Jabonska - Stig Jacobson (1913) - Milda Jakubcová (1899–1979) - Ludmila Jevsejeva (1913–1980) - Sten Johansson (* 1950) - Reina de Jong (* 1922) - David K. Jordan (* 1942) - Jotoka - Teo Jung (1892–1986) - Peter Theodor Justesen (1875–1950) - Aleksej Borisoviĉ Juravlov - Wladimir Kajotaef - Kálmán Kalocsay (1891–1976) - Georgo Kamaĉo - Aira Kankkunen (* 1928) - József Kaptay - Jiří Karen (1920–2000) - Stanisław Karolczyk (1890–1966) - Lena Karpunina (* 1963) - Benita Kärt - Jan Karwik - Kervran - Curt Kessler - Erich Kilian (1909–1936) - Walter Klag (* 1922) - Oldřich Kníchal (1939–2021) - Edwin de Kock (* 1930) - Josef Kohen – Cedek (* 1904) - Nadina Kolovrat - Gaku Konisi - Benata Koopmans - Jiří Kořínek (1906–1989) - Nina Korĵenevskaja (* 1949) - Salomon Kornfeld (1896–1943) - Miĥail Gavriloviĉ Korotkov - Czesław Kozlowski (1894–1956) - August von Kotzebue - Ivan Krestanov - Alen Kris (* 1955) - Masayuki Kuroda (* 1909) - H. Kuropatnicka – Salamon - Nikolaja Kurzens (1910–1959) - Georges Lagrange (* 1928) - Emilija Lapenna (1910–1994) - Sara Larbar - Lilia Ledon da Silva (* 1956) - Anton A. Leenhard - Izrael Lejzerowicz (1901–1942) | - Jolanthe Leser (1909–1994) - Leunbach - Lev Levenzon (* 1887) - Shijun Li (* 1923) - Lidia Ligeza - Carl Lindqvist - Chen Mei Ling - Kenneth G. Linton - Daphne Lister (* 1921) - Liven Dek - Nicolai Liventhal - Marin Ljubin - Aleksandr Porfirjeviĉ Logvin (1903–1980) - Kris Long (* 1944) - Anastasio López Luna (1914–1995) - Lorjak (Jacques-Louis Mahé) - Anna Löwenstein (* 1951) - Nikolai Viktoroviĉ Lozgaĉev (1957–1998) - Jixin Lu - F. T. Lundquist - Heinrich August Luyken (1864–1940) - Stefan Macgill (* 1948) - Robert Mackay - David Mager - Jacques – Louis Mahé (1912–1992) - Paula Mährti - Ivan Malfeliĉulo - Carmel Mallia (* 1929) - Julio Mangada Rosenörn (1877–1946) - Zifu Mao (* 1963) - Cicio Mar - A. Marich - Malte Markheden (* 1911) - Meva Maron - Jarlo Martel – Monto - Grażyna Maszczyńska – Góra - Eugeniusz Matkowski - Ulrich Matthias (* 1966) - Geraldo Mattos (1931–2014) - Stefan Maul - Ermanno Mello - Valentin Melnikov (* 1957) - Erwan Ar Menga - John Merchant (1872–1936) - Zdravka Metz - Richard Meye († 1945) - Georgi Miĥalkov (* 1952) - Eugen Michalski (1897–1937) - Karl Minor (1891–1946) - Zofia Mirska - Venelin Mitev - Masao Miyamoto (1913–1989) - Zef Luigj Mjeda (1921–2000) - Julian Modest - Daniel Moirand - Aleksandro R. Mollison - Abel Montagut (* 1953) - Tryggve Müller - Feiko Munniksma - Donald W. Munns - Canko Murgin - Geoffrey Dalrymple Nash (1882–1945) - Ivan Naumov (* 1971) - Nevena Nedelceva - Nikolaj Vladimirovič Někrasov (1900–1945) - István Nemere (* 1944) - Mauro Nervi (* 1959) - Gonçalo Neves (* 1964) - Leonard Nowell Mansell Newell (1902–1968) - Lilia Nikolova - Nisimura Masao (1907–1940) - Roberto Passos Nogueira (1949) - Amalia Núnez Dubús (* 1889) - Alm Nurhom - Jesse – Leprince Nzaniye - Kazuta Oka - Immanuel Olshvanger (1888–1961) - František Omelka (1904–1960) - Yosizumi Oozato - Olúwábunmi Oshó – Davies (* 1968) - Elsa Otto - Prince Henry Ozoemena Ogúinye (* 1972) - Johanna Pagenstecher († 1959) - Antonio Paolet (1880–1960) - Penka Petkova Papazova - Despina Patrinu (* 1930) - Edward Saxton Payson (1842–1932) - Peter Peneter - Marko Petrović (1939–1999) - Svetislav S. Petrovic (1899–1960) - Marco Picasso (* 1940) - Karel Píč (1920–1995) - Wouter F. Pilger (* 1942) - Julia Pióro (* 1902) - Claude Piron (1931–2008) - Francesco Pizzi (1880–1946) - Kiril P. Popov - Bertram Potts (* 1895) - Edmond Privat (1889–1962) - Rudolf Pühringer - Frederic Pujula I Valles (1877–1963) - Raimo Pystynen (* 1930) - Branko M. Radakovic - Baldur Ragnarsson (1930–2018) - Erkki Rasku (* 1922) - Jean Ribillard (1904–1962) - L. Riedl - Gudrun Riisberg - Christian Riviere - Kenelm Robinson - Franz Rockmann - Roksano - Jon Rommesmo - Rik de Roover - Hans Amund Rosbach - Johan Hammond Rosbach (* 1921) - Julio Mangada Rosenörn - Cezaro Rossetti (1901–1950) - Reto Rossetti (1909–1994) - Nicolino Rossi (* 1939) - Franz – Georg Rössler - Célestin Rousseau (1861–1949) - Josef Rumler (1922–1999) - Victor Sadler (* 1937) - Aleksandr Saĥarov (1865–1942) - Eija Salovaara (* 1920) - Betty Salt (1907–1994) - Vladimir Samodaj (* 1935) - Rafael de San Millán Alonso (1866–1924) - Viktor Sergejeviĉ Sapoĵnikov (* 1953) - János Sárközi (* 1932) - James Sayers (1888–1957) - Hermann Schmid - Reinhold Schmidt (1867–1943) - Jan van Schoor (1896–1955) - Oscar van Schoor - Stanislav Schulhof (1864–1919) - Richard Schulz (1906–1997) - Raymond Schwartz (1894–1973) - Teodoro Schwartz - Manuel de Seabra (* 1932) - Tibor Sekelj (1912–1988) - Zdravko Seleš (* 1962) - Matabaro Minani Semutwa - Henri Sentis (1850–1933) - Júlia Sigmond - Giorgio Silfer - Lakshmiswar Sinha (* 1905) - Edith Alleyne Sinnotte - Vesna Skaljer – Race (* 1911) - Jan Stanisław Skorupski (* 1938) - B. M. Slösser – Bresler - Katalin Smidéliusz (* 1957) - Adalberto Smit - Bogusław Sobol - Barbara Sokalówna - Sabira Stahlberg (* 1969) - Emil Stark - Trevor Steele (* 1940) - Nikola Stranganski (* 1932) - Sipke Stuit - Kenelm Ralph Creuzé Sturmer (1903–1960) - Mason Stuttard - Armand Su (* 1936) - John Herbert Sullivan (1913–1993) - R. Swietoszewski - Sándor Szathmári (1897–1974) - Kazimierz Szczurek (* 1925) - Francisko Szilágyi (1895–1967) - Jakobo Sapiro (1897–1941) - Ivan Genadieviĉ Ŝirjaev (1877–1933) - Spomenka Štimec (* 1949) - Rikardo Ŝulco - Teodoro Ŝvarc (1894–1968) - Tagulo - Lajos Tárkony (1902–1978) - Corrado Tavanti (1919–1995) - Mikaelo Ternavski (1934–1998) - Lucien Jacques Thévenin (1891–1962) - Joel Thézard - Varma Thilander (* 1899) - Jen Thirin - Alexander William Thomson (1896–1982) - L. E. Thomson - Margit Thoraeus – Ekström - Poul Thorsen (* 1915) - Tiflisano - Éva Tófalvi (* 1947) - Boris Vladimiroviĉ Tokarev (1927–1994) - Nevenka Tomić - Stanislav Tomić (1879–1932) - B. Tornado - Endre Tóth (1931–1981) - Ludoviko Totsche - Ljubomir Trifoncovski - Boĵidar Trudić - Eduard V. Tvarožek (1920–1999) - Tyburcjusz Tyblewski (1933–1998) - Masao Ueyama (1910–1988) - Krys Ungar - Štěpán Urban (* 1913) - Eli Urbanová (1922–2012) - Blazio Vaha - Damjan Vahen – Svetinov - Johán Valano - Henri Vallienne (1854–1908) - Vladimír Váňa (1932–2000) - Emile Vandamme (* 1927) - Karl Vanselow (1877–1959) - Vladimír Varankin (1902–1938) - Leonid Vasiljef (1885–1957) - Henri Paul Vatré (1908–1998) - Josip Velebit (* 1911) - Willem A. Verloren van Themaat (1931–1996) - Valda Vinař (1918–1981) - Evo Sveti Vrag - Solomon Vysokovskij (* 1933) - Balázs Wacha (* 1948) - George E. Wagner - Kjell Walraamoen - Gaston Waringhien (1901–1991) - Józef Waśniewski (1859–1897) - Hans Weinhengst (1904–1945) - Henny Widström - T. Williams - Walerian Wlodarczyk (1933–1977) - Enkela Xhamaj - Junjian Ye (1914–1999) - Lazar Ludvík Zamenhof (1859–1917) - G. H. N. Zeldenthuis - Stevan S. Živanović (1900–1938) - Zodel (1898–1963) - Boris A. Zozulja (* 1941) - Ž. M. Žrima |